# Vereniging voor Weerkunde en Klimatologie
De Vereniging voor Weerkunde en Klimatologie (kortweg VWK) is een Nederlandse vereniging die zich bezighoudt met het weer, weermetingen, kennisoverdracht en het beleven van weerkunde als hobby in het algemeen. De vereniging is opgericht in het jaar 1974. De eerste jaren ging de vereniging door het leven als de Werkgroep Weeramateurs, maar dit is later veranderd in de huidige naam. Momenteel zijn er zijn zo'n 600 leden.
De vereniging heeft meerdere platforms. Via de website kunnen leden meetgegevens en observaties insturen en met elkaar in contact blijven d.m.v. een forum. Het verenigingsblad Weerspiegel komt iedere maand uit en bevat de door vrijwilligers samengestelde maandoverzichten (zowel metingen als observaties), achtergrondartikelen, de uitkomst van de weersvoorspellingswedstrijd en een overzicht van opgetreden weerfenomenen zoals sneeuw, onweer, optische verschijnselen, et cetera. In de Weerspiegel wordt het weer behandeld met een vertraging van twee maanden. Dat wil zeggen, in de Weerspiegel van juni zal het weer van de maand april besproken worden. Dit is nodig omdat de redactie van vrijwilligers die de overzichten samenstelt tijd nodig heeft om de gegevens te verwerken. Leden kunnen kiezen of ze de Weerspiegel op papier willen ontvangen, of als pdf via email.
Voor aangesloten leden met een weerstation is er de mogelijkheid om mee te doen aan het project Sylphide, het eigen online meetnetwerk van de vereniging waar landelijk ruim honderd weeramateurs met een elektronisch automatisch weerstation bij zijn aangesloten. Wie meedoet aan dit net, kan tevens deelnemen aan WOW (KNMI).
Een aantal maal per jaar zijn er bijeenkomsten in een ruimte van het KNMI in De Bilt, waar lezingen worden gehouden. Ook zijn er op regionaal niveau activiteiten, variërend van bijeenkomsten, barbecues en bezoeken aan meteodiensten.

De vereniging beleefde haar hoogtepunt in de jaren 80 en 90. Het maandblad was op A5-formaat en bevatte veel waarnemingen van de leden. Er waren meerdere rubrieken zoals onweer, bijzonder weer, optische verschijnselen, sneeuw, maandoverzicht, seizoensoverzicht en interessante losse artikelen. Daarnaast werden diverse projecten gedraaid zoals kustfront en zeewind.  Verschillende weeramateurs kregen een baan bij de professionele weerbedrijven.  
Rond het jaar 2000 waren er bijna 1000 leden lid. Met de komst van internet aan het eind van de jaren 90 startte VWK met een website. De website beleefde haar hoogtepunt rond 2005/2006. Daarna stopte de redactie.  
Vanaf 2010 trad het verval in. VWK verloor leden en de website kon niet langer een toonaangevende positie innemen in het landschap van weergeïnteresseerden. De toegevoegde waarde ten opzichte van het snelle internet was minimaal. Het blad Weerspiegel werd in 2021 gedrukt in een oplage van 250 stuks. 